# وزارة نور الدين طراف
وزارة الدكتور نور الدين طراف (المجلس التنفيذي للإقليم المصري) أو وزارة جمال عبد الناصر الخامسة (الوزارة المركزية) هي الوزارة الثامنة والسبعون في تاريخ مصر وتشكلت في 7 أكتوبر 1958. وهو ثاني تشكيل وزاري بعد الوحدة العربية بين مصر وسوريا. تشكلت هذه الوزارة كمجلس تنفيذي للإقليم المصري على أن يرأس نور الدين كحالة المجلس التنفيذي للإقليم السوري، ويخضع المجلسان للوزارة المركزية برئاسة جمال عبد الناصر.:47:48

## أعضاء الحكومة
| الوزارة                                               | الوزير                |
| ----------------------------------------------------- | --------------------- |
| رئيس مجلس الوزراء رئيس المجلس التنفيذي للإقليم المصري | نور الدين طراف        |
| العدل                                                 | أحمد حسني             |
| الشئون البلدية والقروية                               | محمد أبو نصير         |
| المواصلات                                             | مصطفى خليل            |
| الاقتصاد                                              | حسن عباس زكي          |
| الصناعة                                               | فتحي رزق أحمد         |
| الثقافة والإرشاد القومي                               | ثروت عكاشة            |
| الداخلية                                              | عباس رضوان            |
| الصحة العمومية                                        | محمد محمود نصار       |
| الأشغال العمومية                                      | موسى عرفة             |
| التربية والتعليم                                      | أحمد نجيب هاشم        |
| الثقافة والإرشاد القومي                               | صلاح الدين البيطار    |
| الزراعة                                               | أحمد محمد المحروقي    |
| الإصلاح الزراعي                                       | حسن أحمد البغدادي     |
| الخزانة                                               | حسن صلاح الدين        |
| التموين                                               | كمال رمزي إستينو      |
| الشئون الاجتماعية والعمل                              | محمد توفيق عبد الفتاح |

| الوزارة                                 | الوزير              |
| --------------------------------------- | ------------------- |
| رئيس مجلس الوزراء رئيس الوزارة المركزية | جمال عبد الناصر     |
| التخطيط                                 | عبد اللطيف البغدادي |
| الحربية                                 | عبد الحكيم عامر     |
| العدل                                   | أكرم الحوراني       |
| الداخلية                                | زكريا محيي الدين    |
| الشئون الاجتماعية والعمل                | حسين الشافعي        |
| التربية والتعليم                        | كمال الدين حسين     |
| الخزانة                                 | حسن جبارة           |
| الأوقاف                                 | أحمد حسن الباقوري   |
| الخارجية                                | محمود فوزي          |
| الثقافة والإرشاد القومي                 | صلاح الدين البيطار  |
| الأشغال العمومية                        | أحمد عبده الشرباصي  |
| الاقتصاد                                | عبد المنعم القيسوني |
| الدولة                                  | فاخر الكيالي        |
| التموين                                 | كمال رمزي إستينو    |
| الصناعة                                 | عزيز صدقي           |
| الزراعة والإصلاح الزراعي                | سيد مرعي            |
| شئون رئاسة الجمهورية                    | علي صبري            |
| الشئون البلدية والقروية                 | أحمد عبد الكريم     |
| المواصلات                               | أمين الناقوري       |
| الدولة                                  | كمال الدين رفعت     |
| الصحة العمومية                          | بشير العظمة         |

## تعديلات
- في 9 يناير 1959: عين محمد عبد القادر حاتم وزير دولة وفوض اختصاصات الإذاعة وهيئة الاستعلامات
- في 10 فبراير 1959: استقال الشيخ أحمد حسن الباقوري وتولى كمال الدين رفعت وزارة الأوقاف بالنيابة
- في 2 أبريل 1959: استقال فتحي رزق وتولى عزيز صدقي مهمة الوزير التنفيذي للصناعة
- في 6 مايو 1959: ندب عبد المنعم القيسوني (وزير الاقتصاد المركزي) وزيراً مركزياً للخزانة
- في 9 مايو 1959: عين الفريق محمد إبراهيم سليم (رئيس أركان حرب الجيش) وزيراً للدولة للشئون الحربية
- في 24 أكتوبر 1959: عين أحمد عبد الله طعيمة وزيراً للأوقاف
- في 11 سبتمبر 1960: عين كمال الدين حسين وزيراً للإدارة المحلية